# 泉谷綾子
泉谷 綾子（いずみや あやこ、1935年 -2012年5月 ）は満州出身の日本で活動した女性占い師。
終戦と同時に帰国。透視能力を発揮し、その後、オリジナル占術「激数占い」を確立したとしている。
レギュラー出演した「三竹占い」（テレビ朝日）では、占いだけでなく天然ボケキャラクターとして親しまれた。
2012年、開運帖「生きる秘訣」で同年5月に死去したと掲載された。

## 書籍
- 激数占い（テレビ朝日コンテンツ事業部、2005年12月）
- 運命の激数占い（講談社、2007年6月）
- お祓いマニュアル 不幸を祓い幸せを呼ぶ（イースト・プレス、2007年12月）
- 「素心」で生きる 霊魂からのメッセージ〜幸せを手にするために〜（ワニブックス、2008年1月）